# Nuoto pinnato ai Giochi mondiali 2022 - Staffetta 4x100 m superficie femminile
La gara dei staffetta 4×100 m superficie femminile di nuoto pinnato ai Giochi mondiali 2022 si è svolta l'8 luglio 2022 a Birmingham. Il programma non prevedeva turni preliminari ma solamente la finale.

## Risultati
| Pos | Nazione       | Tempo   |
| --- | ------------- | ------- |
|     | Cina          | 2:38.30 |
|     | Ungheria      | 2:39.37 |
|     | Colombia      | 2:39.93 |
| 4   | Ucraina       | 2:40.65 |
| 5   | Corea del Sud | 2:41.15 |
| 6   | Germania      | 2:45.35 |
| 7   | Francia       | 2:45.77 |
| 8   | Stati Uniti   | 3:27.33 |